# Civitella Paganico
Civitella Paganico es una localidad italiana de la provincia de Grosseto, región de Toscana, con 3.154 habitantes.

Ubicación de la ciudad de Civitella Paganico dentro de la provincia de Grosseto.

## Evolución demográfica
| Gráfica de evolución demográfica de Civitella Paganico entre 1861 y 2001 |
|                                                                          |
| Fuente ISTAT - Elaboración gráfica por parte de Wikipedia                |